# Paul Pepene
Paul Constantin Pepene (n. 21 mai 1988, Brașov, România) este un schior de fond român.

## Carieră
A început să schieze competitiv la vârsta de 12 ani și a participat la Festivalul Olimpic al Tineretului European din 2005 de la Monthey (Elveția). În anul 2010 a câștigat medalia de aur la Campionatul Mondial de Juniori (sub 23) de la Hinterzarten în proba de 30 km urmărire.
Brașoveanul a participat de patru ori la Jocurile Olimpice, la Jocurile Olimpice din 2010, 2014, 2018 și 2022. Cel mai bun rezultat a fost locul 15 în proba de sprint pe echipe cu Alin Cioancă la Jocurile Olimpice din 2018 de la Pyeongchang. La Jocurile Olimpice din 2022 de la Beijing a purtat împreună cu Raluca Strămăturaru drapelul României la ceremonia de deschidere.
În plus el a participat la șapte Campionate Mondiale, din 2009 până în 2021. Cele mai bune rezultate au fost locul 14 la Campionatul Mondial din 2017 de la Lahti cu ștafeta României și locul 17 la Campionatul Mondial din 2015 de la Falun în proba de sprint pe echipe.
În 2013 și în 2021 Paul Pepene a câștigat medalia de argint la Campionatele Mondiale de schi-role.

## Realizări
| An   | Competiție          | Locație                    | Loc | Note                            |
| ---- | ------------------- | -------------------------- | --- | ------------------------------- |
| 2009 | Campionatul Mondial | Liberec, Cehia             | 79  | sprint stil liber               |
| 2009 | Campionatul Mondial | Liberec, Cehia             | 55  | 30 km urmărire                  |
| 2009 | Campionatul Mondial | Liberec, Cehia             | 64  | 15 km stil clasic               |
| 2010 | Jocurile Olimpice   | Vancouver, Canada          | NS  | 50 km start în masă stil clasic |
| 2010 | Jocurile Olimpice   | Vancouver, Canada          | 17  | sprint pe echipe stil liber     |
| 2010 | Jocurile Olimpice   | Vancouver, Canada          | 29  | 30 km urmărire                  |
| 2010 | Jocurile Olimpice   | Vancouver, Canada          | 37  | 15 km stil liber                |
| 2011 | Campionatul Mondial | Oslo, Norvegia             | 45  | 15 km stil clasic               |
| 2011 | Campionatul Mondial | Oslo, Norvegia             | 35  | 30 km urmărire                  |
| 2011 | Campionatul Mondial | Oslo, Norvegia             | 59  | sprint stil liber               |
| 2013 | Campionatul Mondial | Val di Fiemme, Italia      | 56  | 15 km stil liber                |
| 2013 | Campionatul Mondial | Val di Fiemme, Italia      | 18  | sprint pe echipe stil liber     |
| 2013 | Campionatul Mondial | Val di Fiemme, Italia      | 41  | 30 km schiatlon                 |
| 2013 | Campionatul Mondial | Val di Fiemme, Italia      | 67  | sprint stil clasic              |
| 2014 | Jocurile Olimpice   | Soci, Rusia                | 18  | sprint pe echipe stil liber     |
| 2014 | Jocurile Olimpice   | Soci, Rusia                | 62  | 15 km stil clasic               |
| 2014 | Jocurile Olimpice   | Soci, Rusia                | 65  | sprint stil liber               |
| 2014 | Jocurile Olimpice   | Soci, Rusia                | 47  | 30 km schiatlon                 |
| 2015 | Campionatul Mondial | Falun, Suedia              | 40  | 15 km stil liber                |
| 2015 | Campionatul Mondial | Falun, Suedia              | 17  | sprint pe echipe stil liber     |
| 2015 | Campionatul Mondial | Falun, Suedia              | 33  | 30 km schiatlon                 |
| 2015 | Campionatul Mondial | Falun, Suedia              | 53  | sprint stil clasic              |
| 2017 | Campionatul Mondial | Lahti, Finlanda            | 29  | 50 km start în masă stil liber  |
| 2017 | Campionatul Mondial | Lahti, Finlanda            | 14  | ștafetă 4×10 km stil liber      |
| 2017 | Campionatul Mondial | Lahti, Finlanda            | 39  | 30 km schiatlon                 |
| 2017 | Campionatul Mondial | Lahti, Finlanda            | 51  | sprint stil clasic              |
| 2018 | Jocurile Olimpice   | Pyeongchang, Coreea de Sud | 30  | 50 km start în masă stil clasic |
| 2018 | Jocurile Olimpice   | Pyeongchang, Coreea de Sud | 15  | sprint pe echipe stil liber     |
| 2018 | Jocurile Olimpice   | Pyeongchang, Coreea de Sud | 35  | 15 km stil liber                |
| 2018 | Jocurile Olimpice   | Pyeongchang, Coreea de Sud | 24  | 30 km schiatlon                 |
| 2019 | Campionatul Mondial | Seefeld, Austria           | 41  | 15 km stil clasic               |
| 2019 | Campionatul Mondial | Seefeld, Austria           | 38  | 30 km schiatlon                 |
| 2021 | Campionatul Mondial | Oberstdorf, Germania       | 36  | 15 km stil liber                |
| 2021 | Campionatul Mondial | Oberstdorf, Germania       | 49  | 30 km schiatlon                 |
| 2021 | Campionatul Mondial | Oberstdorf, Germania       | 68  | sprint stil clasic              |
| 2022 | Jocurile Olimpice   | Beijing, China             | 18  | sprint pe echipe stil liber     |
| 2022 | Jocurile Olimpice   | Beijing, China             | 30  | 15 km stil clasic               |
| 2022 | Jocurile Olimpice   | Beijing, China             | 28  | 30 km schiatlon                 |